# Élodie Bollée
Élodie Bollée (20 settembre 1984) è un'attrice francese.

## Biografia
Fa parte della famiglia Bollée, attiva nel settore della costruzione delle campane ed è inoltre imparentata con Amédée Bollée e con Léon Bollée, pionieri dell'industria automobilistica.
Le sue prime esperienze sul palco risalgono all'età di undici anni. Ha fatto il suo debutto in televisione nel 1998, in un episodio della serie televisiva Marseille e sul grande schermo nel 1999, con la commedia Mon père, ma mère, mes frères et mes sœurs... diretta da Charlotte de Turckheim. Ha iniziato i suoi studi di recitazione presso la Cours Florent a Parigi nel 2002 e un anno dopo si è trasferita all'Actors Studio a New York, dove si è laureata nel 2005.

## Filmografia

### Cinema
- Mon père, ma mère, mes frères et mes sœurs..., regia di Charlotte de Turckheim (1999)
- L'Enfant du pays, regia di René Féret (2003)
- Juste un peu de réconfort, regia di Armand Lameloise (2004)
- Jean-Philippe, regia di Laurent Tuel (2006)
- French for Beginners - Lezioni d'amore, regia di Christian Ditter (2006)
- Les Aristos, regia di Charlotte de Turckheim (2006)
- Didine, regia di Vincent Dietschy (2008)
- Ex, regia di Fausto Brizzi (2009)

### Televisione
- Marseille - serie TV (1998)
- In punta di cuore - film TV, regia di Francesco Massaro (1999)
- La Canne de mon père - film TV, regia di Jacques Renard (2000)
- Les Filles à papa - film TV, regia di Marc Rivière (2000)
- Rastignac ou les Ambitieux - serie TV, regia di Alain Tasma (2001)
- Sophie Rousseau, la vie avant tout : Nature mortelle - film TV, regia di Alain Tasma (2001)
- Une femme si parfaite - film TV, regia di Bernard Uzan (2003)
- La Nourrice - film TV, regia di Renaud Bertrand (2004)
- L'Instit - serie TV (2004)
- Nos vies rêvées - film TV, regia di Fabrice Cazeneuve (2004)
- Une fille d'enfer - film TV, regia di Bruno Garcia e Pascal Lahmani (2004-2005)
- Le Triporteur de Belleville - film TV, regia di Stéphane Kurc (2005)
- Les Enquêtes d'Éloïse Rome - serie TV (2005)
- Louis Page - serie TV (2005)
- SOS 18 - serie TV (2006)
- Heidi - serie TV (2007)
- Fred Vargas: Crime Collection (Collection Fred Vargas) - serie TV (2009)
- Au siècle de Maupassant: Contes et nouvelles du XIXème siècle - serie TV (2010)
- Lignes de vie - serie TV (2012)
- Camping Paradis - serie TV (2013)

### Doppiatrici italiane
- Francesca Manicone in Heidi